# Michel Bauldry
Michel Bauldry, religieux français, né à Évron à la fin du XVIe siècle. 

## Biographie
Il est né d'une pieuse mère, au nombre desquels était son frère, dom Renusson, sacristain du monastère. 
Michel Baudry, déjà profès à Evron au mois de juillet 1606, postulait l'office de chambrier de l'abbaye. Le sous-priorat lui fut résigné en 1608, alors qu'il n'était que diacre, mais son nom n'est accompagné d'aucune note distinctive dans une liste des religieux en 1611. Il était armoirier de l'abbaye en août 1616 ; il ne figure pas dans la liste des dignitaires en octobre 1625.
Il fut prieur claustral en 1626 et se trouvait encore à l'abbaye le 7 octobre 1634, témoin à la prise de possession de l'abbé Achille Le Petit de Gournay. Il avait pris la licence en droit canon.
Prieur-commanditaire des abbayes de Lagny, de Cessenon, prévôt de Maillezais, il plaida longtemps pour empêcher la sécularisation de ce dernier bénéfice et fit rédiger ou signer par Jacques Guichon, avocat au parlement, un mémoire intitulé Factum pour M. Bauldry, appelant comme d'abus de la bulle de sécularisation de la dite église (de Maillezais) du 14 janvier 1631. La question fut décidée contre le successeur du prévôt par lettres patentes du roi du 20 mai 1664. Mais le grand-prévôt avait dans l'intervalle consacré son talent à d'autres travaux.
Charles de Montchal, archevêque de Toulouse, et non de Tours, qui venait de publier un rituel pour son diocèse, pria le moine d'Evron de traiter plus amplement les questions liturgiques, pour inspirer au clergé et aux fidèles un respect des choses saintes que les querelles du protestantisme avaient affaiblis.
Le bénédictin pour s'instruire dans ces matières, visita Rome à l'occasion du jubilé de 1635, et fit apprécier sa science de la Congrégation des Rites ; il parcourut les principales villes d'Italie, y interrogea les plus doctes liturgistes, et put dédier en 1636 à l'archevêque de Toulouse le livre ainsi préparé Manuale sacrarum ceremoniarum, juxta Ritum Romanum, etc ; ad usum omnium Ecclesiarum tam regularium quam saecularium.
Pendant son séjour à Saint-Germain-des-Prés, il donna à la demande de Jean-Jacques Olier, des leçons de liturgie au séminaire de Saint-Sulpice. Il n'était pas moins estimé comme prédicateur. Il n'appartient point comme on l'a dit, à la congrégation de Saint-Maur, mais il favorisa son introduction dans plusieurs monastères.

Il fut l'un des correspondants du Père Marin Mersenne, minime. 

« On ne trouve nulle part, dit le P. Lelasseur, la date de sa mort, mais on lit dans les Insinuations ecclésiastiques de Lyon, que le 13 novembre 1659, il résignait son grand prieuré à Dom Gaspard Molinet, bénédictin, docteur de Sorbonne, exclus de la faculté de 1656 pour refus de soumission à la censure d'Antoine Arnauld »

 Le P. Bauldry était donc aussi dans les idées de Port-Royal.

## Publications
- Manuale sacrarum caeremoniarum juxta ritum S. Romanae ecclesiae... authore Michaele Bauldry,... Editio Veneta, supra caeteras emendata... Paris, J. Billaine, in-8, 634 p., 1637, J. Billaine, 1646. Ed. 2a, in-4 ̊ , 779 p., (cura Jo. Francisci Davici.), Venise : apud P. Balleonium, 1673, in-4 ̊ , 460 p., 1681, Ed. 2a, in-4 ̊ , 432 p., ex Typ. Remondiniana, 1762, in-8 ̊, XII-322-51 p. musique
- Dom Piolin assure que Michel Bauldry a écrit aussi un commentaire sur le Cérémonial des évêques et un Cérémonial monastique.

## Source partielle
« Michel Bauldry », dans Alphonse-Victor Angot et Ferdinand Gaugain, Dictionnaire historique, topographique et biographique de la Mayenne, Laval, A. Goupil, 1900-1910 [détail des éditions] (BNF 34106789, présentation en ligne)